# Gegantons de la Barceloneta
Els Gegantons de la Barceloneta són en Ramonet, en Ganxut i la Torre del Rellotge, vinculats a la colla de la Barceloneta. Els dos primers simbolitzen dos oficis típics del barri: en Ramonet és cuiner i en Ganxut, estibador del port. La Torre del Rellotge, en canvi, és una figura peculiar perquè no representa una persona, sinó un edifici: el monument del Moll de Pescadors, considerat símbol del barri mariner.
Aquestes figures, com els gegants Pep Barceló i Maria la Neta, van néixer el 1991, fruit de la tasca l'Associació de Geganters, Grallers i Bestiari de la Barceloneta, que va cercar els elements que identificaven el barri per crear unes figures pròpies. S'encarregà la tasca de construir-les a l'imatger Xavier Jansana, i aquell mateix any va enllestir els gegants, els capgrossos Ganxut i Ramonet i el gegantó de la Torre del Rellotge. Pocs anys després, el 1993, els dos capgrossos es reconvertiren en gegantons de motxilla.
Els gegantons de la Barceloneta, juntament amb els gegants grans, es van estrenar el 1991, per les festes de Sant Miquel, patró del barri, on no han faltat mai des d'aleshores. També es deixen veure sovint en cercaviles i trobades arreu de la ciutat. Quan no surten, es poden veure exposats a la Casa dels Entremesos, amb més figures de la imatgeria festiva de la Ciutat Vella.